# Lorenz Werthmann
Lorenz Werthmann (Geisenheim, 1 d'octubre de 1858 - Freiburg im Breisgau, 10 d'abril de 1921) va ser un sacerdot catòlic alemany i treballador social. Va ser el fundador i primer president de la Càritas alemanya.
Werthmann va néixer a Geisenheim i va assistir a l'escola secundària a Hadamar. Va estudiar al Col·legi Alemany de Roma. El 1883, Lorenz Werthmann havia rebut l'ordenació sacerdotal a Roma. Després d'un curt període a Frankfurt, Lorenz Werthmann esdevé secretari del bisbe Peter Joseph Blum a Limburg an der Lahn. Va prendre la mateixa posició amb el seu successor, Christian Roos. Després de triar l'arquebisbe de Friburg, el 1886 el va seguir i va iniciar Caritas des de 1895. Va rebre el títol de "oficial de finançament confidencial pontifici" i el premi "Consell eclesiàstic Erzbischhöflicher". El 9 de novembre de 1897 Werthmann va fundar a Colònia la Charitasverband de la Alemanya Catòlica (DCV), que des de 1921 és coneguda com a associació alemanya Caritas (DCV). La seva caritat Caritas va ser una de les organitzacions benèfiques cristianes amb més èxit fins a la data.